# Gamasomorpha sculptilis
Gamasomorpha sculptilis är en spindelart som beskrevs av Tamerlan Thorell 1897. Gamasomorpha sculptilis ingår i släktet Gamasomorpha och familjen dansspindlar.
Artens utbredningsområde är Myanmar. Inga underarter finns listade i Catalogue of Life.